# Liste der Baudenkmale in Lüneburg – Schlägertwiete
In der Liste der Baudenkmale in Lüneburg – Schlägertwiete sind Baudenkmale in der Schlägertwiete in der niedersächsischen Stadt Lüneburg aufgelistet. Die Quelle der IDs und der Beschreibungen ist der Denkmalatlas Niedersachsen. Der Stand der Liste ist der 1. Januar 2022.

## Allgemein
In den Spalten befinden sich folgende Informationen:
- Lage: die Adresse des Baudenkmales und die geographischen Koordinaten. Kartenansicht, um Koordinaten zu setzen. In der Kartenansicht sind Baudenkmale ohne Koordinaten mit einem roten Marker dargestellt und können in der Karte gesetzt werden. Baudenkmale ohne Bild sind mit einem blauen Marker gekennzeichnet, Baudenkmale mit Bild mit einem grünen Marker.
- Bezeichnung: Bezeichnung des Baudenkmales
- Beschreibung: die Beschreibung des Baudenkmales. Unter § 3 Abs. 2 NDSchG werden Einzeldenkmale und unter § 3 Abs. 3 NDSchG Gruppen baulicher Anlagen und deren Bestandteile ausgewiesen.
- ID: die Objekt-ID des Baudenkmales
- Bild: ein Bild des Baudenkmales, ggf. zusätzlich mit einem Link zu weiteren Fotos des Baudenkmals im Medienarchiv Wikimedia Commons. Wenn man auf das Kamerasymbol klickt, können Fotos zu Baudenkmalen aus dieser Liste hochgeladen werden:

## Baudenkmale
Die Schlägertwiete verläuft parallel zur Salzstraße. Hier wohnten im Mittelalter Kupferschläger und Schmiede, daher der Name. Hohen Denkmalswert hat das Reihenhaus Nr.  5a-d. Das zweigeschossige, traufständige Reihenhaus wurde im 17. Jh. erbaut.

| Lage                                             | Bezeichnung        | Beschreibung                                      | ID       | Bild |
| ------------------------------------------------ | ------------------ | ------------------------------------------------- | -------- | ---- |
| Schlägertwiete 1a 53° 14′ 50″ N, 10° 24′ 15″ O   | Wirtschaftsgebäude |                                                   | 30672178 |      |
| Schlägertwiete 2 53° 14′ 49″ N, 10° 24′ 15″ O    | Wohnhaus           |                                                   | 30672160 |      |
| Schlägertwiete 3 53° 14′ 49″ N, 10° 24′ 15″ O    | Wohnhaus           |                                                   | 30672142 |      |
| Schlägertwiete 4 53° 14′ 49″ N, 10° 24′ 15″ O    | Wohnhaus           |                                                   | 30672124 |      |
| Schlägertwiete 5c/d 53° 14′ 48″ N, 10° 24′ 15″ O | Wohnhaus           |                                                   | 30672012 |      |
| Schlägertwiete 5 53° 14′ 48″ N, 10° 24′ 15″ O    | Wohnhaus           |                                                   | 30658702 |      |
| Schlägertwiete 5b 53° 14′ 48″ N, 10° 24′ 15″ O   | Wohnhaus           |                                                   | 30671989 |      |
| Schlägertwiete 5a 53° 14′ 48″ N, 10° 24′ 15″ O   | Wohnhaus           |                                                   | 30671966 |      |
| Schlägertwiete 7 53° 14′ 47″ N, 10° 24′ 14″ O    | Wohnhaus           | Zum Haus gehört ein Flügelbau mit der ID 30687370 | 30658727 |      |
| Schlägertwiete 8 53° 14′ 47″ N, 10° 24′ 15″ O    | Wohnhaus           |                                                   | 30671948 |      |
| Schlägertwiete 9 53° 14′ 47″ N, 10° 24′ 15″ O    | Wohnhaus           |                                                   | 30672035 |      |
| Schlägertwiete 10 53° 14′ 48″ N, 10° 24′ 15″ O   | Wohnhaus           |                                                   | 30672053 |      |
| Schlägertwiete 11 53° 14′ 48″ N, 10° 24′ 15″ O   | Wohnhaus           |                                                   | 30672071 |      |
| Schlägertwiete 12 53° 14′ 48″ N, 10° 24′ 16″ O   | Wohnhaus           |                                                   | 30672089 |      |
| Schlägertwiete 21 53° 14′ 49″ N, 10° 24′ 16″ O   | Wohnhaus           |                                                   | 30672196 |      |
| Schlägertwiete 22 53° 14′ 49″ N, 10° 24′ 16″ O   | Wohnhaus           |                                                   | 30672214 |      |
| Schlägertwiete 23 53° 14′ 49″ N, 10° 24′ 16″ O   | Wohnhaus           |                                                   | 30672232 |      |